# 7/11
Singles de Beyoncé Knowles
Flawless
(2013) Formation
(2016)
7/11 est une chanson de la chanteuse américaine Beyoncé Knowles de l'édition platine de son cinquième album studio, Beyoncé (2013). Elle a été composée par Beyoncé elle-même et Detail, ce dernier qui servira le producteur aux côtes de Bobby Johnson. Columbia Records le sortira en tant que sixième single de l'album le 25 novembre 2014.

## Conception
Le 4 novembre 2014, il était annoncé avec un communiqué de presse par Parkwood Entertainment que Beyoncé sortirait une édition platine de son cinquième album du même nom, Beyoncé le 24 novembre 2014 contenant un disque de l'album sous le nom de Beyoncé: More qui inclurait deux nouvelles chansons appelées "7/11" et "Ring Off". 7/11 contient un sample de la chanson bird's eye view de Ace B8gie.